# Rete tranviaria di Porto
La rete tranviaria di Porto è la rete tranviaria che serve la città portoghese di Porto. Composta da tre linee, è gestita da Sociedade de Transportes Colectivos do Porto.